# Mård
Mård (Martes martes) är ett skogslevande mellanstort rovdjur i familjen mårddjur som förekommer i större delen av Europa och delar av västra Asien. Mården skall inte blandas samman med mårdhunden, eftersom den senare inte är ett mårddjur, utan ett hunddjur.

## Utseende
Mårdens päls är mörk, brun eller brungrå med en ljus gulvit haklapp och den har en yvig svans. En fullvuxen mård mäter 35–58 centimeter, därtill kommer svanslängden på 16–28 centimeter. Variationen mellan olika populationer är ganska stor. Vikten ligger på 1,5–2,2 kilogram för hanen och 0,9–1,5 kilogram för honan.
Vinterpälsen är tjockare och mera silkeslen än sommarpälsen. Dessutom är fötternas sulor täckta med päls under vintern. Mården har doftkörtlar vid buken och analkörtlar. Långa klor hjälper arten när den klättrar i träd.

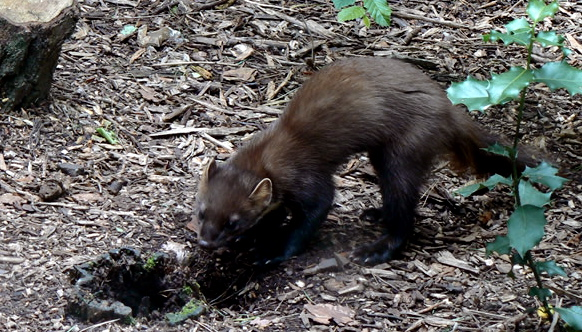
Mård i Kent, Storbritannien.
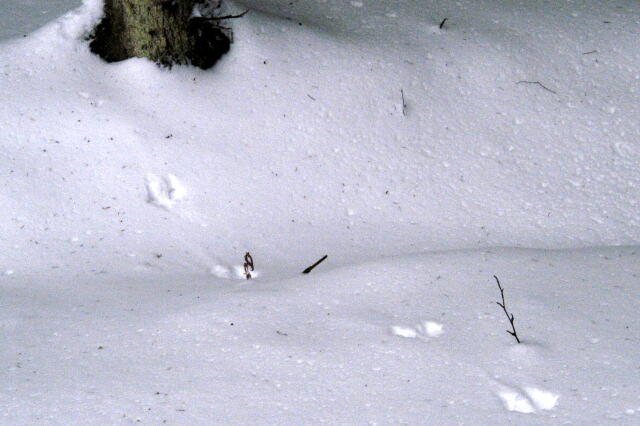
Mårdspår i snö.

## Utbredning och systematik
Mården förekommer i större delen av Europa förutom på Island, i Spanien söder om Pyrenéerna, i Portugal och i större delen av Grekland. I Storbritannien förekommer den endast lokalt, främst i de norra delarna. Utbredningsområdet sträcker sig österut till västra Sibirien och söderut till östra Irak och norra Iran.

### Förekomst i Sverige
I Sverige förekommer den i skogar över hela landet förutom på Gotland. I Sverige finns uppskattningsvis knappt 100 000 mårdar (år 2009). Arten förekom i Sverige under vikingatiden vilket indikeras av att ben från djuret hittats i Svarta jorden i Birka.

### Systematik
Mården tillhör släktet Martes och dess närmsta släkting är sobel. Övriga nära släktingar inom släktet är stenmård, amerikansk mård och japansk mård.

## Ekologi
Mården lever av gnagare, ekorre, hare, fågelägg, insekter och bär. Den hamstrar också fågelägg under sommaren för att äta senare, och när det är ont om föda äter den även as. Mården är skicklig klättrare men föredrar trots det att vistas på marknivå. Mården trivs bäst i varierad, gammal skog där tillgången på föda är stor. Mården undviker öppna ytor och jagar inte på öppna fält, eftersom risken för predation är större där.
Mården har många bon i sitt revir. Det är främst håligheter i träd, dessutom används övergivna bon av andra djur eller bergssprickor som daglegor. Under vintern uppsöker mården ibland jordhålor. Individerna är främst aktiva mellan skymningen och gryningen.
Varje individ har ett revir som markeras med avföringshögar och körtelvätska. Utanför fortplantningstiden lever de ensamma. Revir för olika kön kan överlappa varandra. Territoriets storlek varierar mycket beroende på utbredningsområde och anges inte likadant i olika studier. Det kan vara så lite som 0,5 km² för honor och så stort som 23 km² för hanar.
Mård trivs inte i samma område som räv. Många forskare menar att detta beror på att räven är en direkt predator på mård, andra på att de är födokonkurrenter. Mårdstammen gick upp i Skandinavien under 1980-talet när rävstammen drabbades hårt av rävskabb, men har nu gått tillbaka i och med att räven återhämtat sig. 

### Fortplantning
Förökningstakten för mård är förhållandevis låg. Parningssäsongen äger rum i juni till augusti. Likt de flesta mårddjur har den fördröjd fosterutveckling, och de 2-6 (vanligen omkring 3) ungarna föds i mars till maj. Ungarna som föds i boet är i början blinda och hjälplösa. De öppnar sina ögon efter 34 till 38 dagar och börjar kort efteråt med fast föda. Ungarna blir könsmogna vid ungefär 1 års ålder. Många honor får dock inte ungar förrän omkring 2 till 3 års ålder.
I naturen kan mården bli omkring 10 år gammal och i fångenskap når den 15 och mer sällsynt 17 års ålder.
I regioner där mårdens utbredningsområde överlappar med sobelns (Martes zibellina) revir har hybrider av båda arter dokumenterats.

## Mården och människan
Mården har jagats under mycket lång tid för skinnets skull, och av håren görs penselborst. Jakt sker med fällor och vid snö kan den även spåras till sin daglega.
Arten hotas i vissa regioner av skogsavverkningar, och ibland faller mården offer för åtgärder som egentligen ska begränsa andra rovdjur. Hela beståndet anses däremot vara stabilt och mården listas av IUCN som livskraftig (LC). Mården anses inte hotad i Sverige och jakt är tillåten säsongsvis.